# Sumber Harapan (Maje)
Sumber Harapan is een bestuurslaag in het regentschap Kaur van de provincie Bengkulu, Indonesië. Sumber Harapan telt 270 inwoners (volkstelling 2010).